# Calameuta filiformis
Calameuta filiformis — вид насекомых из отряда перепончатокрылых. 

## Распространение
Встречается этот вид в Европе, России, Северном Иране, Сирии, Ливане и от Сербии до Амура.

## Питание
Личинка питается Райграсом высоким (Arrhenaterum elatius), Фалярисом тростниковым (Phalaris arundinacea), Вейником (Calamagrostis epigejos), Пыреем ползучим (Elytrigia repens), Тростником обыкновенным (Phragmites communis).